# Izmália
Izmália Ibias, mais conhecida simplesmente por Izmália é uma cantora de rock gaúcha.

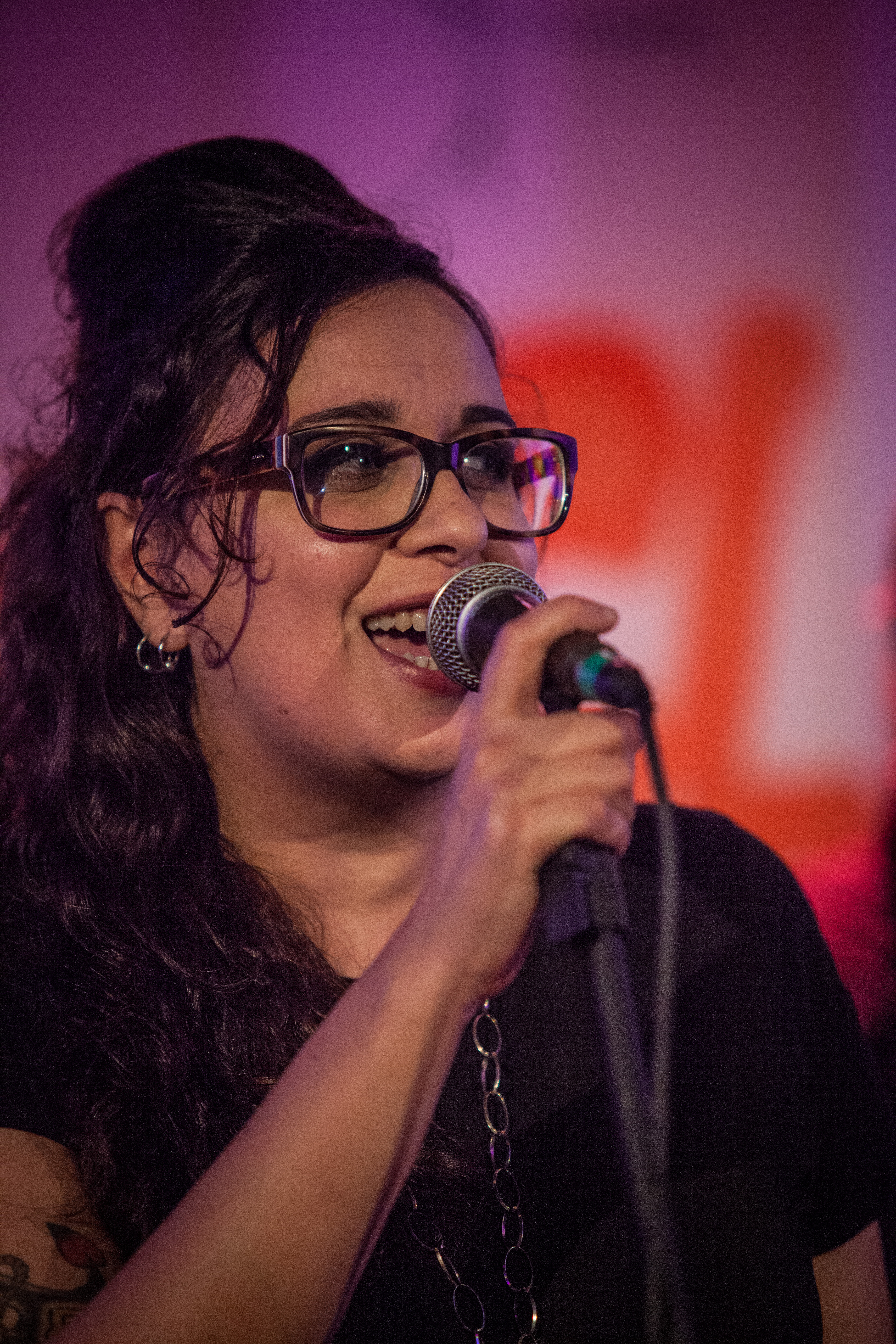

Ela já foi eleita por duas vezes melhor cantora do prêmio Açorianos de Música. 

## Discografia
- 2007 - Quase Não Dói (CD)
- 2007 - Quase Não Dói Ao Vivo (CD e DVD)
- 2014 - Meu Cigarro (CD)
- 2018 - Acústico Izmália (CD)

Participação em outros trabalhos
- 2021- Álbum Multiversal, do guitarrista Frank Solari (faixa "Alma da Amazônia")

## Prêmios e Indicações
| Ano  | Prêmio           | Categoria             | Trabalho Indicado     | Resultado |       |
| ---- | ---------------- | --------------------- | --------------------- | --------- | ----- |
| 2008 | Prêmio Açorianos | Melhor Disco          | Álbum "Quase não Dói" | Indicado  | [ 1 ] |
| 2008 | Prêmio Açorianos | Melhor vocal pop/rock | Álbum "Quase não Dói" | Venceu    | [ 1 ] |
| 2008 | Prêmio Açorianos | melhor Intérprete     | Álbum "Quase não Dói" | Indicado  | [ 1 ] |
| 2008 | Prêmio Açorianos | melhor Compositor     | Álbum "Quase não Dói" | Indicado  | [ 1 ] |